# Sgt. Slaughter
Sgt. Slaughter, de son vrai nom Robert Remus (né le 27 août 1948), est un catcheur (lutteur) semi-retraité de la World Wrestling Entertainment.
Il devient catcheur en 1972 à l'American Wrestling Association. Il rejoint la World Wrestling Federation en 1980 où il adopte le gimmick de Sgt. Slaughter. Bien que l'accoutrement du sergent Slaughter soit celui d'un ancien Marine qui a servi au Vietnam, Remus lui-même n'a jamais été enrôlé dans le Corps des Marines des États-Unis, et il n'a jamais servi dans aucune branche des forces armées américaines.

## Carrière
Entre les années 1970 et les années 1990, Remus a catché pour l'American Wrestling Association, la National Wrestling Alliance et la World Wrestling Federation.
Slaughter a tenu de nombreux titres régionaux dès le début de sa carrière, il a connu son premier véritable succès à la NWA en prenant le titre de champion du monde en équipe avec Don kernodle. Durant la fin des années 1980, Remus travailla pour la AWA en portant un masque et avec le nom Super Destroyer Mark II managé par Lord Alfred Hayes.

### World Wrestling Federation (1980–1984)
En 1980, il signe avec la WWF. Il s'est rapidement fait connaître grâce à la puissance de sa prise "cobra clutch". Il devient concurrent au World Wrestling Federation Heavyweight Championship.
À la fin de 1981, il rejoint Mid Atlantic Wrestling et remporte le NWA Heavyweight Title et le NWA World Tag Team Titles avec comme partenaire Don Kernodle.
Il revient ensuite à la WWF jusqu'à la fin de 1984, où il ira à la AWA.

### American Wrestling Association (1985–1990)
En 1985, il arrive à la fédération American Wrestling Association (AWA) et devient le AWA Amérique Heavyweight Champion en battant Larry Zbyszko peu de temps après son arrivée. Puis, il défendra son titre face à des lutteurs comme Zbyszko, Boris Zukhov, Kamala, Boris Zukhov, et Nick Bockwinkel. Plus tard, il contestera Stan Hansen pour le titre AWA. Il a aussi participé à l'éphémère Pro Wrestling USA Promotion.
En 1988, Slaughter retourne à la lutte à la AWA. Il devient concurrent pour le AWA World title.

### World Wrestling Federation (1990–2002)
À Summerslam 1990 Slaughter fait son retour à la World Wrestling Federation et effectue un heel turn en disant qu'il avait tourné le dos aux États-Unis.
Au Royal Rumble 1991, il remporte son premier et unique titre de la WWF en battant The Ultimate Warrior, mais a WrestleMania VII, il fait face à Hulk Hogan et perd le match ainsi que le titre.
Il fera son retour en 1997 en août pour devenir le premier commissionnaire de la WWF dont aura des rivalités face à la Hart Foundation, Undertaker  et surtout face à la D-Generation X.

### World Wrestling Entertainment (2005–2009)
À Vengeance 2007, il participe à son premier match de championnat depuis 1991. Lors de la soirée, il perd aux côtés de Jimmy Snuka face à Deuce 'N Domino.
Son dernier match fut à WWE Raw, contre Randy Orton.
Il apparait ensuite à SmackDown lors du mariage de Bobby Lashley et Kristal. Le 10 août 2009, il est le présentateur d'un soir de l'émission Raw à Calgary, Alberta, Canada.

### Apparitions (2010-...)
Lors du Raw old school du 15 novembre 2010, il perd contre Jack Swagger.
 Il apparaît a Capitol Punishment où il discute avec un faux Barack Obama. Il a un match lors de l'édition de la Raw Roulette contre Jack Swagger mais il perd le match, Swagger l'agresse mais Evan Bourne le sauve. Il apparut lors de Tribute to the troops 2011 avec Zack Ryder. Il était présent lors du WWE SmackDown Blast from past, où il est intervenu dans le match entre son ami Jim Duggan et Hunico alors que Hunico et Camacho allaient attaquer Jim Duggan en même temps, ce dernier l'appelle en renfort, à la fin du match, il porte son cobra clutch à Hunico. Il est aussi intervenu, avec toutes les légendes dans le match où Sheamus et Mean Gene Okerlund affrontaient Alberto Del Rio et Daniel Bryan. Il porte à nouveau son Cobra clutch à Ricardo Rodriguez après que les autres légendes l'aient passé à tabac. Lors du Raw du 31 décembre 2012, il perd face à Antonio Cesaro pour le WWE US Championship. Lors du Raw du 2 janvier 2014, il arbitre le match de The Great Khali et de Damien Sandow et attaque ce dernier.

## Palmarès
- American Wrestling Association
  - 1 fois AWA America's Championship[3]
  - 1 fois AWA British Empire Heavyweight Championship[4]

- Central States Wrestling
  - 3 fois NWA Central States Heavyweight Championship[5]

- Maple Leaf Wrestling
  - 1 fois NWA Canadian Heavyweight Championship (Toronto version)[6]

- Mid-Atlantic Championship Wrestling
  - 2 fois NWA United States Heavyweight Championship[7]
  - 1 fois NWA World Tag Team Championship (Mid-Atlantic version) avec Don Kernodle[8]

- NWA Tri-State
  - 1 fois NWA United States Tag Team Championship (Tri-State version) avec Buck Robley

- Pro Wrestling Illustrated
  - Classé 36e au classement des 500 meilleurs catcheurs en 1991[9]
  - Catcheur le plus inspiré de l'année (1984)[10]
  - Catcheur le plus détesté de l'année (1991)[11]
  - Classé 29e au classement des 100 meilleures équipes avec Don Kernodle en 2003[12]

- World Wrestling Federation/Entertainment
  - 1 fois Champion du monde poids-lourd de la WWF[13]
  - WWE Hall of Fame (2004)[14]
  - Classé 42e des 50 plus grandes superstars de l'histoire (d'après le DVD Top 50 Superstars Of All Times)

- Wrestling Observer Newsletter awards
  - Match de l'année 1981
  - Pire rivalité de l'année 1985 vs. Boris Zhukov
  - Pire rivalité de l'année 1991 vs. Hulk Hogan

## Autres médias
Il est le seul catcheur à avoir sa figurine éditée dans G.I. Joe.